# Solomon Kane
Solomon Kane è un personaggio letterario creato dallo scrittore Robert E. Howard, maestro della heroic fantasy.

## Caratteristiche
Abilissimo spadaccino puritano del XVI secolo, convinto di essere al servizio divino contro le forze del male, Kane gira il mondo affrontando quelle che considera manifestazioni del diavolo: pirati, briganti, mercanti di schiavi ma anche fantasmi, vampiri e antiche e malvagie civiltà perdute antidiluviane. 
Ha una fede in Dio incrollabile e una forza di volontà che gli permettono di sopportare torture e privazioni che fiaccherebbero chiunque. Questo suo fanatismo lo spinge a lottare contro qualsiasi cosa che sia vagamente pagana e diabolica, convinto di essere dalla parte del giusto e di avere la protezione del Signore. 
Kane è alto, magro, pallido, descritto con sguardo "freddo" e severo e vestito interamente di nero, in tutte le situazioni. Combatte principalmente con un fioretto, dimostrando abile maestria nella scherma, una pistola ad avancarica e, nelle ultime avventure, il Bastone di Salomone, donatogli dal suo amico stregone N'Longa.
A differenza di altri personaggi di Howard, come Conan il barbaro e Kull di Valusia, Solomon Kane non vive in tempi remoti e fantastici, non è amorale e ha una psicologia più complessa. Condivide, comunque, con i personaggi in questione, la tendenza a viaggiare costantemente per il mondo, sia per senso di avventure sia per trovare torti da raddrizzare.
Il personaggio è uno dei primi esempi di anti-eroe nella letteratura fantasy, in quanto agisce secondo la propria giustizia, preferendo eliminare coloro che ai suoi occhi sono malvagi piuttosto che consegnarli per essere giudicati, contro i quali mostra una brutalità senza eguali. Non è un malvagio, in quanto si mette sempre in prima linea per difendere i deboli o coloro che soffrono, e in alcune occasioni ha mostrato una pietà che di solito gli manca, specie se i criminali mostrano sincero rimorso per i loro crimini.
Il ciclo dei racconti di cui è protagonista si ambienta in Europa, Africa e America.

## Opere del ciclo
Il ciclo di Solomon Kane è composto da sedici opere tra racconti, romanzi, poesie e frammenti (questi pubblicati postumi). Queste opere sono state ordinate in maniera cronologica da Fred Blosser:
- Teschi sulle stelle (Skulls in the Stars, in Weird Tales, gennaio 1929)
- La mano destra del giudizio (The Right Hand of Doom, postumo, in Red Shadows della Grant, 1968)
- Ombre rosse (Red Shadows, in Weird Tales, agosto 1928)
- I neri cavalieri della Morte (Death's Black Riders, postumo, breve frammento, in REH: Lone Star Fictioneer, 1967)
- Lo scricchiolio delle ossa (Rattle Bones, in Weird Tales, giugno 1929)
- Il castello del Diavolo (The Castle of the Devil, postumo, breve frammento, in Red Shadows)
- La Luna dei Teschi (The Moon of Skulls, in Weird Tales, giugno/luglio 1930)
- L'unica macchia nera (The One Black Stain, postumo, poesia, in The Howard Collector, 1962)
- Le lame della Fratellanza (Blades of Brotherhood, postumo, in Red Shadows. Noto anche come The Blue Flame of Vengeance, anche se questa è una versione, apparsa su Over the Edge del 1964, profondamente riscritta da John Pocsik)
- Le colline dei morti (The Hills of Dead, in Weird Tales, agosto 1930)
- Hawk di Basti (Hawk of Basti, postumo, in Red Shadows)
- Il ritorno di sir Richard Grenville (The Return of Sir Richard Grenville, postumo, poesia, in Red Shadows)
- Le ali notturne (Wings in the night, in Weird Tales, luglio 1932)
- I passi all'interno (The Footfalls Within, in Weird Tales, settembre 1931)
- I figli di Asshur (The Children of Asshur, postumo, in Red Shadows)
- Il ritorno a casa di Solomon Kane (Solomon Kane's Homecoming, postumo, poesia, in Fanciful Tales of Space and Time, autunno 1936)

## Opere derivate
Il personaggio è stato anche adattato come serie a fumetti pubblicato da Marvel Comics.
Tra settembre 2008 e febbraio 2009 Dark Horse Comics ha pubblicato una miniserie a fumetti scritta da Scott Allie basata sulla storia Castle of the Devil.
Gianluigi Zuddas ha completato il ciclo di Solomon Kane scrivendo due racconti: L'isola del serpente piumato e La corona di Asa, rispettivamente prima ed ultima avventura di Kane.
Nel 2010 è stato girato un film di Solomon Kane con budget medio-alto scritto e diretto da Michael J. Bassett. La pellicola, che si avvale dell'interpretazione di James Purefoy nel ruolo principale e di una breve apparizione di Max von Sydow narra una storia originale ma descritta come filologicamente fedele all'universo dello spadaccino puritano. In un'intervista del 2010 il regista-soggettista ha dichiarato che accordi definitivi sono stati presi per due seguiti dell'opera i quali, questa volta, attingeranno più direttamente al corpus dei racconti howardiani.